# Hrómundur Þórisson
Hrómundur Þórisson (Thorisson, n. 824) foi um explorador víquingue e um dos primeiros colonizadores de Borgarfjörður. Era filho de Þórir Gunnlaugsson (n. 796) e, juntamente com o seu irmão Grímur háleyski Þórisson, cresceram como irmãos adoptivos de Ingimundur Þorsteinsson. O seu filho Gunnlaugur Hrómundsson foi avô do escaldo Gunnlaugr Ormstunga.
Hrómundur é mencionado na saga de Grettir, saga de Egil Skallagrímson, saga Eyrbyggja, e Saga de Hænsna-Þóris.